# Euthesaura carbonaria
Euthesaura carbonaria är en fjärilsart som beskrevs av Turner 1922. Euthesaura carbonaria ingår i släktet Euthesaura och familjen Tineodidae. Inga underarter finns listade i Catalogue of Life.